# Allowissadula racemosa
Allowissadula racemosa là một loài thực vật có hoa trong họ Cẩm quỳ. Loài này được (Schltdl.) Fryxell mô tả khoa học đầu tiên năm 1980.